# 阿米尼示威
阿米尼示威（另稱“头巾之乱”或“头巾革命”）是自2022年9月16日以来伊朗爆发的大规模示威运动。2022年9月14日，22岁的库尔德族女子玛莎·阿米尼因“违反着装规范”被捕，并在两天后在医院死亡。有目击者声称阿米尼遭到警方的殴打，而伊朗警方否认了这一指控。9月16日，玛莎·阿米尼去世后，伊朗首都德黑兰爆发示威运动，并已至少蔓延至伊朗的30个省份。
示威最初由阿米尼的家乡迅速传播到伊朗库尔德斯坦各省乃至伊朗全境。9月19日起，伊朗政府在镇压示威运动的同时，封锁了Instagram和Whatsapp等应用程序，这被认为是自2019年伊朗示威以来，伊朗政府实施的最严厉的网络封锁。伊朗最高领袖阿里·哈梅内伊宣称本次示威为暴乱，且有境外势力介入而成为“混合战争”。包括学童在内的女性是本次示威的重要参与者。除了要求扩大女性权利，示威者亦有要求废除伊斯兰共和国政府，这使得本次示威和伊朗此前主要针对经济困局或选举结果的示威有较大不同。《卫报》称本次示威是1979年伊朗伊斯兰革命以来，伊朗政府面临的最大威胁，遍布全国各个社会阶层及各大高校。
根据非营利组织伊朗人权组织的统计，截至2022年11月29日，至少448人在示威中因政府干预而丧命，其中包括60名未成年人；据报道，政府在镇压过程中鸣枪射击，并使用了催泪瓦斯。

## 背景

### 伊朗伊斯兰革命
1979年伊朗伊斯兰革命后，伊朗建立政教合一制度。批评者认为伊斯兰革命后的伊朗普遍缺乏公民自由和社会公正。什叶派政权执政后把歧视宗教少数族群合法化，迫害穆斯林以外的其他宗教信徒。

### 伊朗妇女权利
世界经济论坛的2017年全球性别差距报告的将伊朗列为144个国家中的性别平等第140名；2017年，新的全球乔治城大学女性、和平与安全研究所与奥斯陆和平研究所（PRIO）合作公布之女性、和平与安全指数（WPS）中，将伊朗排在153个国家中三分位数的底层。
批评者认为，伊朗妇女权利在20世纪末到21世纪初遭到严重压制。根据WPS指数，伊朗妇女的平均收入低于其他南亚地区的女性。2017年，伊朗有偿劳动力中的女性占19%。国际特赦组织称，伊朗妇女面临“在婚姻和离婚、继承、子女监护、国籍和国际旅行方面的法律和实践歧视”。

### 强制佩戴希贾布
1983年，伊朗伊斯兰议会决定，在公共场合不佩戴希贾布（穆斯林妇女穿着的一种头巾）的女性将受74下鞭刑。自1995年起，未佩戴希贾布的女性可被监禁长达60天。
2022年8月15日，伊朗总统签署法令，对在社交媒体发布不戴希贾布照片的女性施以剥夺部分社会权利的惩罚，女性政府雇员若违规可能被解雇。

### 革命街女孩运动
2017年，伊朗女孩维达·穆瓦赫德站在伊朗首都德黑兰革命街街头的变电箱上，将脱下的头巾绑在棍子上，作为旗帜向人群挥舞，她因此举被称为“革命街女孩”。随后有大量女性开始在社交媒体上上传自己摘去头巾的自拍照。
2018年，据伊朗总统府公布的一份调查报告显示，49.8%的伊朗男女认为女性是否佩戴头巾“是一项个人自由”，“政府不应该干预”。

### 强硬派总统执政
2021年伊朗总统选举中，强硬保守派候选人易卜拉欣·莱希当选，接替任期届满的温和派总统哈桑·鲁哈尼。2022年7月6日，伊朗总统易卜拉欣·莱希下令，要求政府部门加大在街头的头巾执法力度。

### 玛莎·阿米尼之死
2022年9月14日，22岁的伊朗库尔德族女子玛莎·阿米尼因违反着装规范被伊朗伊斯兰共和国执法部队下属的负责监督公众执行头巾令的指导巡逻队逮捕，两天后死亡。目击者称她生前遭到了警方的殴打。
2022年11月，因為民主和人權、特別是為婦女和兒童的權益和庇護權所作出的努力而於2003年獲頒諾貝爾和平獎的第一位伊朗人和穆斯林女性、前法官、律師希林·伊巴迪表示「一方面，看到年輕一代如此勇敢地對抗獨裁者，我感到樂觀和充滿希望。另一方面，看到年輕人被逮捕或殺害，我非常難過。民眾的訴求不再是反頭巾。艾米尼被殺是導火線，現在人們不想要伊斯蘭共和國，想推翻政權。」

## 过程
示威起初大多由女性带领，她们要求撤销强制头巾政策。随后，抗议活动范围扩大，成为全国性质的示威。相比2009年、2017年和2019年的示威，本次示威的范围更广，甚至蔓延到政府势力扎根较深的圣城马什哈德和库姆。本次示威既涉及城市中产阶级，也涉及郊野农村地区；空前数量的女学生参与示威。除了要求结束头巾强制政策及抗议阿米尼之死的不公，示威者亦要求伊朗政府给予更大自由并扩大女性权利，声讨伊朗政教合一政权的道德警察和阿亚图拉教士群体，亦有示威者不满足于渐进式改革，而要求政府采取全面变革。
2022年11月，一项由荷兰团体组织的民调显示，近四分之三的伊朗人反对强制戴头巾；其中，84%的人更希望伊朗放弃政教合一体制，转变为世俗国家。自由欧洲电台认为，伊朗近年来经济困难，生活条件变差，亦导致示威迅速扩大。纽约时报列举伊朗人存在不满的各个方面，包括物价飞涨、失业率高企、腐败行为和政治压迫，并指经济萎靡是示威的深层主因。2021年8月的一篇伊朗报道显示，三分之一的伊朗人生活处于贫困；保守派分析人士阿卜杜勒礼萨·达瓦里援引一项调查称，95%的伊朗人“担心当下的生计及自己和后代的未来”。伊朗就业市场中，女性仅占15%，这使得伊朗在2022年世界經濟論壇全球性別差距報告排在143位（倒数第4位）。
支持政府的人士亦在各大城市组织示威，伊朗政府认为这是自发行动。亲政府示威者要求处决反政府示威者，称他们是“以色列人的士兵”，其口号亦包括“美国去死”“以色列去死”等，认为示威主要是外国煽动。为应对示威，政府采取媒体管制和互联网管制。除了美国NBC新闻在德黑兰有一名记者负责报道外，大部分西方媒体都依靠社交媒体消息、关系网络和人权组织获得资讯。BBC新聞称，伊朗政府发布不实的新闻和采访，以干扰西方媒体取材，并在随后通过辟谣来指责西方媒体报道假新闻。
2022年12月3日，伊朗总检察长穆罕默德·贾法尔·蒙塔泽里宣布道德警察“与司法机关无关”。蒙塔泽里还称有关机关正复核头巾强制政策，以决定是否需要更改；BBC、纽约时报、法新社等多家西方媒体报道了道德警察宣告解散的新闻。截至12月5日，并未有其他伊朗官方表态称会解散道德警察，伊朗国营媒体表态道德警察没有解散。当日示威者发起连续3日的罢工罢市运动，有示威者认为道德警察解散的消息是为了干扰示威及罢工运动。

## 伤亡

阿米尼示威死亡人数统计，按省份划分（数据来自伊朗人权组织）

2022年9月26日，伊朗政府的官方声明显示，示威中至少有13人死亡；而伊朗的国营媒体称，至少有41人死亡。截至2022年11月5日，据伊朗人权组织称，至少304人死亡，其中包括至少41名儿童。而据伊朗人权活动家通讯社称，截至11月5日，至少318人死亡，其中包括49名未成年人。据部分抗议者的家属称，伊朗当局向家属施压，捏造自杀或车祸报告以解释示威者的死因。12月，伊朗內政部的國家安全委員會首次公佈是次示威有關的死亡人數，指自9月有超過200人死於示威，死者包括安全部隊人員、在「恐怖活動」中喪生的人士、被涉外團體殺害並被誣陷為國家殺害的人士、「暴徒」和「屬於分裂組織的武裝反革命分子」，以及「在保安混亂的情況下死亡的無辜者」，但沒有透露他們是如何被殺的。
除了玛莎·阿米尼，媒体广泛报道的身亡者还包括妮卡·沙卡拉米、哈迪斯·纳贾菲、萨丽娜·伊斯梅尔扎德。

## 口号

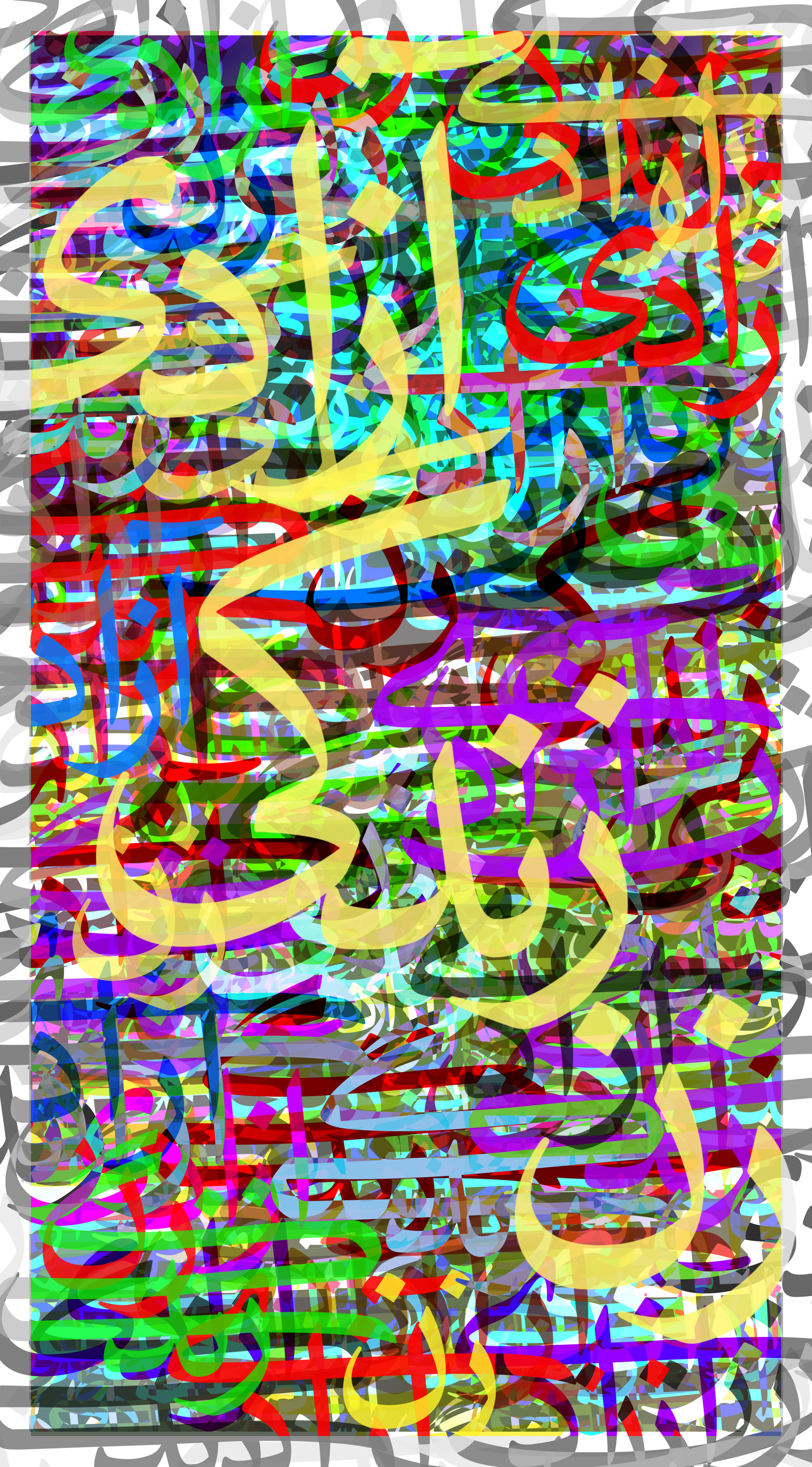
“女性、生命、自由”，本次示威的主要口号之一。

示威者使用了各种口号和标语，直接抨击伊朗政府和伊朗最高领袖哈梅内伊。其中，“女性、生命、自由”（羅馬化：Zan, Zendegī, Āzādī，羅馬化：Jin, Jiyan, Azadî）是本次抗议中最为流传的口号。

## 影响

### 死亡恐吓
加拿大安全情报局认为，来自伊朗的威胁构成了国家安全问题，并与国际盟友合作调查。这些威胁包括在示威行动中监视和恐吓加拿大公民和当地侨民。

### 音乐
9月25日，创作人沙欣·纳贾菲发布名为“Hashtadia”（意为“80后”，指伊朗历1380年代即公历2002年之后出生的孩子们）的单曲。舍尔温·哈吉普尔以视频方式发布单曲“Baraye”，于网络平台爆红，观看量达上百万。9月29日，哈吉普尔据报道被捕，决定删除原视频而获保释。“Baraye”被一些媒体誉为“示威者之歌”。“伊朗Rap之父”Hichkas、图马吉·萨莱希、库尔德Rap歌手萨曼·亚辛亦发布作品支持示威。

### 体育
9月29日，退役足球运动员侯赛因·马希尼被捕，其长期效力的波斯波利斯足球俱乐部的部分球员在比赛中戴黑袖标，英国波斯语媒体伊朗国际称他们被安全机关传唤。2022年10月，德国多特蒙德球迷在比赛中展示横幅，声援示威及悼念身亡的萨丽娜·伊斯梅尔扎德。11月的沙滩足球洲际杯期间，伊朗队球员并未跟唱国歌。球员赛义德·皮拉蒙（Saeed Piramoon）以剪发动作庆祝进球，作为对示威的支持。
10月中旬，于韩国首尔举办的亚洲攀岩锦标赛上，伊朗女运动员埃尔纳兹·雷卡比（Elnaz Rekabi）未戴头巾参赛，于德黑兰机场着陆时头戴棒球帽及身着连帽衫，得到示威者欢迎。而雷卡比则表示，比赛时她处于匆忙之中，头巾是意外掉落。人权组织和活动人士认为，雷卡比是在当局压力之下才被迫作出“頭巾意外掉落”的表示。10月21日，BBC和法兰西24报道雷卡比正处软禁之中，政府卻聲稱她正在家休息。
四名运动员退出国家代表队：手球运动员萨贾德·埃斯特基（Sajjad Esteki），橄榄球代表队队长费雷什特·萨拉尼（Fereshteh Sarani），击剑运动员穆杰塔巴·阿贝迪尼（Mojtaba Abedini Shourmasti），跆拳道运动员马赫莎·萨德吉（Mahsa Sadeghi）。摔跤运动员拉苏尔·哈德姆（Rasoul Khadem）表示支持示威。

#### 世界杯足球赛

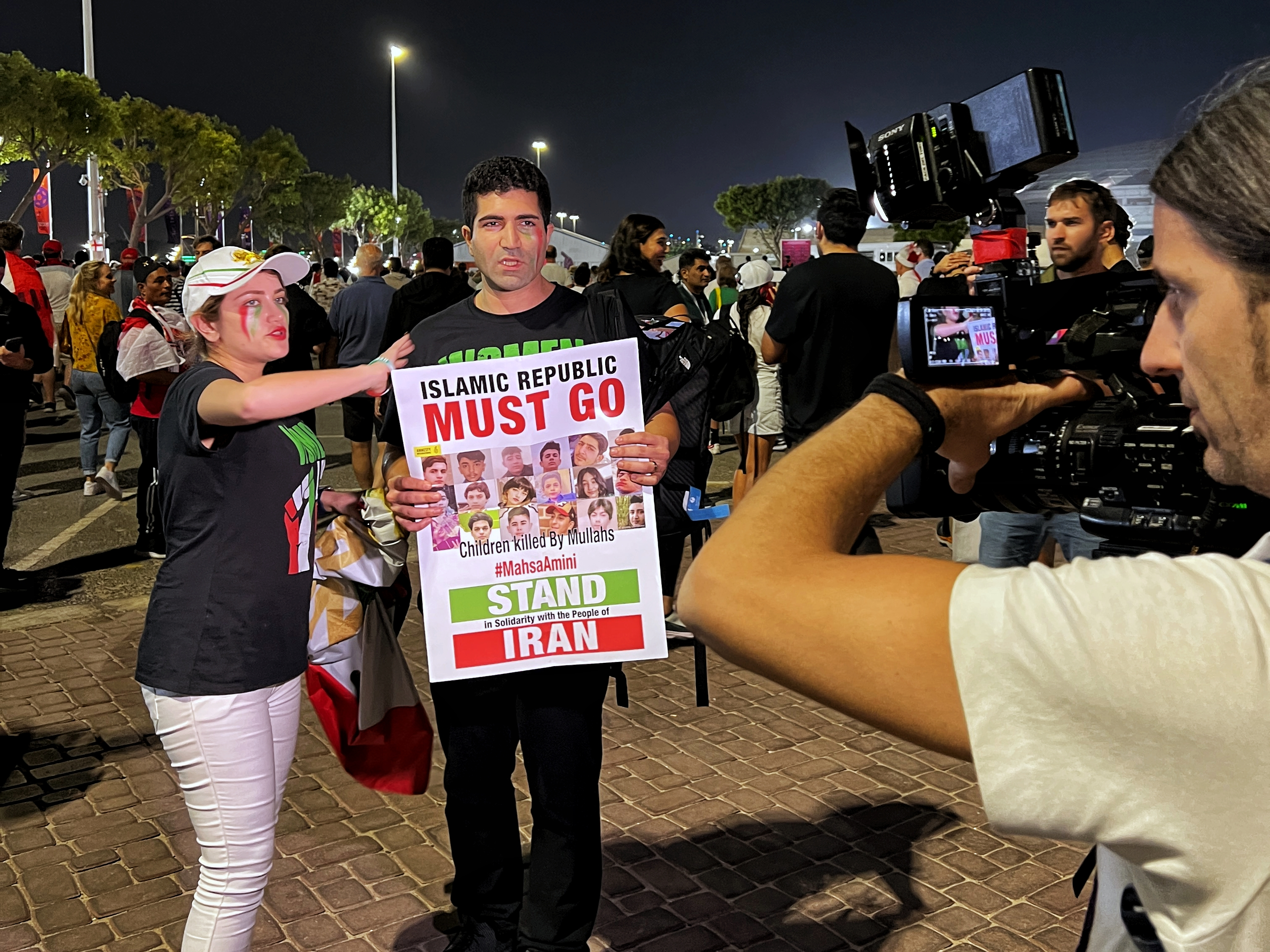
卡塔尔世界杯期间的伊朗示威者

9月27日，伊朗国家男子足球队在于塞内加尔队的友谊赛中集体身着无队标的黑色夹克衫出战。部分球员在推特平台声援抗议者。
2022年世界杯足球赛首场对阵英格兰队的较量，伊朗球员并未唱国歌，有视频显示一些伊朗球迷以嘘声回应国歌。队长伊桑·哈吉萨菲和球员萨曼·戈多斯皆表态支持示威。在随后对阵威尔士队的比赛中，伊朗球员在一些球迷的嘘声和哨声中集体唱了国歌。有球迷表示，他们为比赛准备了示威宣传品，包括巴列维王朝时期的狮子与太阳旗帜，以及印有女性、生命、自由口号的横幅，但都被球场安保人员没收或被亲政府球迷夺走。卡塔尔警方拘留了一些抗议者，而球场安保亦承认获得授意没收除伊朗国旗外的任何宣传物品。11月24日，前国脚沃里亞·加富里因在社交媒体声援示威而被捕。
有示威者认为伊朗队的反应不够彻底，一些示威支持者认为伊朗足球队代表伊朗政府，因此为伊朗队喝倒彩。主教练奎罗斯不满于球员在场下遭受压力，透露他们遭人威胁，表态要求公众应“让球员们好好踢球”，不支持伊朗队的球迷应“呆在家里”。
在伊朗队对阵美国队的第三场小组赛赛前，美国足球协会发布的一篇推文配图中，展示了无伊朗国徽的伊朗国旗，伊朗国营媒体为此呼吁赛事方取消美国队的参赛资格。美国足协回应这是为了支持伊朗的示威者，随后删除该文。11月24日，球员邁赫迪·塔雷米表示他们没有遭到政府方面的压力。但在11月28日，有报道称在伊朗足球队的会议中，有伊朗伊斯兰革命卫队人员参与。同日，伊朗司法机关表示，由于伊朗队战胜威尔士队，700人将得到释放。
在第三场对阵美国队的比赛上，伊朗球员再次集体唱了国歌。伊朗队在三场小组赛中取得一胜两负的战绩而未能晋级。

### 国际组织成员资格
2022年12月14日， 联合国经济及社会理事会以29票赞成、8票反对、16票弃权的表决结果通过了一份由美国提出的决议草案，决定取消伊朗在联合国妇女地位委员会的成员资格。

## 反应

### 伊朗政府
伊朗政府进一步限制了民众对互联网的访问。Instagram和WhatsApp的使用受到了干扰，一些WhatsApp的使用者反映，他们只能发送文本而无法发送图片。同时，部分地区已无法访问互联网。
为了阻止关于抗议活动的图片及视频在互联网上传播，伊朗政府在最初的数日切断了薩蓋茲及萨南达季的互联网连接。随着抗议活动在各地蔓延，伊朗政府切断了全国的互联网网络。
伊朗最高領袖哈梅內伊將示威認定是「暴亂」，並指責其由美國及以色列策劃。
伊朗情报部发表声明，称示威得到西方及西方媒体的支持，他们“传播了错误信息并歪曲了导致阿米尼死亡的事件顺序”。在报导库德族女子阿米尼之死具有重要作用的两名女记者尼罗法·哈米迪和埃拉赫·穆罕默迪也被伊朗情报部指控是旨在扰乱伊朗局势的外国间谍而遭到拘捕。
伊朗伊斯蘭革命衛隊總司令侯賽因·薩拉米認為示威背後有來自沙特阿拉伯的支持，他還警告沙特阿拉伯不要輕舉妄動。

### 国际社会

#### 国际组织
- 联合国：示威爆发后几天，联合国秘书长发言人称，“我们对和平抗议遭到过度使用武力导致数十人死伤的报道感到担忧。我们进一步呼吁当局尊重言论、和平集会和结社自由的权利。”[117]联合国人权事务高级专员办事处的 Nada al-Nashif 对玛莎·阿米尼之死表示关切，并对伊朗政府对阿米尼之死引发的抗议活动的反应表示担忧。[118]11月24日，联合国人权理事会以25票赞成、16票弃权和6票反对通過一項決議谴责伊朗压制示威者，并表决成立一个高级别的调查团，调查伊朗当局的镇压。亚美尼亚、中国、古巴、厄立特里亚、巴基斯坦和委内瑞拉投了反對票[119]。2024年3月8日，联合国特遣伊朗问题实况调查团向联合国人权理事会提交的一份内容广泛的初步报告中，指责伊朗在马赫萨·阿米尼抗议期间使用“不必要且过度使用致命武力”来镇压阿米尼死后爆发的示威活动。调查发现伊朗犯有法外处决、镇压期间囚犯遭到性侵犯，阿米尼死于道德警察拘留期间造成的创伤，而长达数月的安全镇压导致500多人死亡，22,000多人被拘留[120][121]。
- 欧洲联盟：歐洲對外事務部（EEAS）在一份声明中表达了对玛莎·阿米尼之死的谴责，并呼吁伊朗政府“确保其公民的基本权利得到尊重”。[122]欧洲议会于2022年10月6日通过决议，谴责伊朗政府。[123]
- 挪威諾貝爾和平獎委員會：2023年10月6日，諾貝爾和平獎頒授給為伊朗受壓迫的女性而戰、為促進所有人的人權及自由而戰、對艾米尼之死進行報導的人權活動家納爾吉斯·穆罕默迪。
- 欧洲联盟：2023年10月19日，歐洲議會將沙卡洛夫獎追授給瑪莎·艾米尼及她的受迫害致死所激發的女性、生命、自由運動。[124]

#### 国家
- 美国：美国总统乔·拜登发表声明，称在“继续关注有关伊朗和平抗议者，包括要求获得平等权利和基本人类尊严的学生和妇女的暴力镇压加剧的报道”[125]。美国国务卿安东尼·布林肯呼吁伊朗结束对妇女的系统性迫害，并允许人民和平抗议。[126]
- 英国：英国中東及聯合國事務國務大臣塔里克·艾哈迈德发表声明称，“玛莎·阿米尼之死令人震惊，我们对安全部队严重虐待阿米尼女士和其他许多人的报道极为关注。我们敦促伊朗政府严格、透明地调查她的死因，并依法追究责任。我们呼吁伊朗尊重和平集会的权利，保持克制并释放不公平拘留的抗议者。”[117]
- 加拿大：加拿大总理賈斯汀·杜魯多于推特表示“加拿大强烈支持在伊朗表达自己的诉求和和平抗议的人们。我们呼吁伊朗政权结束对言论自由的镇压，并结束对女性的持续骚扰和歧视。”[127]外交部长趙美蘭呼吁“对伊朗政府的行为进行全面、彻底的调查”[128]。9月26日，加拿大宣佈制裁伊朗道德警察及其他官員[129]，更在同年11月14日根據《移民及難民保護法》(IRPA) 第35(1)(b)條將伊朗政權指定為涉及恐怖活動及具系統性及大規模侵犯人權的政權 （a regime that engages in terrorism and systematic or gross human rights violations），永久禁止在2019年11月15日或之後擔任伊朗政府高層的人士入境，並凍結其資產，涉及約一萬名伊朗政府高層。[130]2024年9月15日，加拿大政府回溯延長該禁令，永久禁止任何在2003年6月23日或之後為伊朗高層的人士入境，即被伊朗當局虐待致死的伊朗裔加拿大記者扎赫拉．卡泽米（Zahra Kazemi）被當局拘留之日，更表示因伊朗當局持續參與恐怖主義活動及侵害人權，沒有打算為回溯延長該禁令設下限期。[131]
- 土耳其：总统发言人易卜拉欣·卡伦表示，他对玛莎·阿米尼之死感到悲伤，并表示伊朗仍需找到平衡个人权利和公共秩序的方法。[132]
- 以色列：總理亞伊爾·拉皮德在聯合國大會上發言時，點名批評伊朗政權是個“殺人政府”且“充滿對女性的仇恨，迫害玛莎·阿米尼和其他伊朗女性[133]”。以色列亦利用其外交部管理的波斯語Twitter帳戶和Telegram頻道“聲援伊朗人民對抗伊斯蘭政權”。[134]
- 德国：德国外长贝尔伯克批评伊朗政权：“任何在街上殴打妇女和女孩，绑架只想自由生活的人的人......都是站在历史的错误一边”。她声称，“将确保欧盟对那些对镇压伊朗抗议者负有责任的个人实施入境禁令”，并补充说，欧盟还将冻结相关责任人在27个成员国的资产。[135]德国总理朔爾茨表示“是一个什么样的政府，竟然向自己的公民开枪？”朔爾茨还对欧盟发出呼吁，希望对伊朗实施进一步制裁。[136]
- ：澳大利亚外交部长彭妮·黄谴责伊朗的镇压行动，称“我们将继续支持伊朗人民的言论自由和伊朗妇女的平等权利。”[137]
- 奥地利：奥地利外交部谴责伊朗政府“过度使用武力”，并表示“这场和平抗议由勇敢的伊朗妇女发起，而言论自由必须始终得到尊重。” 奥地利进一步支持欧盟对相关的伊朗官员实施制裁。[138]
- 比利时：比利时外交部长哈贾·拉赫比布在一场支持伊朗抗议者的现场辩论中剪掉了自己的头发，以示对示威者的支持，并表示“伊朗妇女有权抗议，而伊朗政府的镇压过激”。[139]
- 智利：智利总统加布里埃尔·博里克呼吁联合国“行动起来，制止对妇女的暴力行为，无论是在伊朗还是在世界的其他任何地方”。[140]